# Madison
Madison je hlavní město státu Wisconsin v USA. V roce 2010 činila populace 233 209 obyvatel, což Madison činí druhým největším městem ve státě Wisconsin, hned po Milwaukee, a 77. největším městem v USA. V Madisonu mimo jiné také sídlí University of Wisconsin-Madison.

## Historie
Madison byl založen roku 1836. Bývalý federální soudce jménem James Duane Doty tehdy zakoupil více než tisíc akrů (4 km²) bažin a lesů na šíji mezi jezery Mendota a Monona, s úmyslem vybudovat nové město.

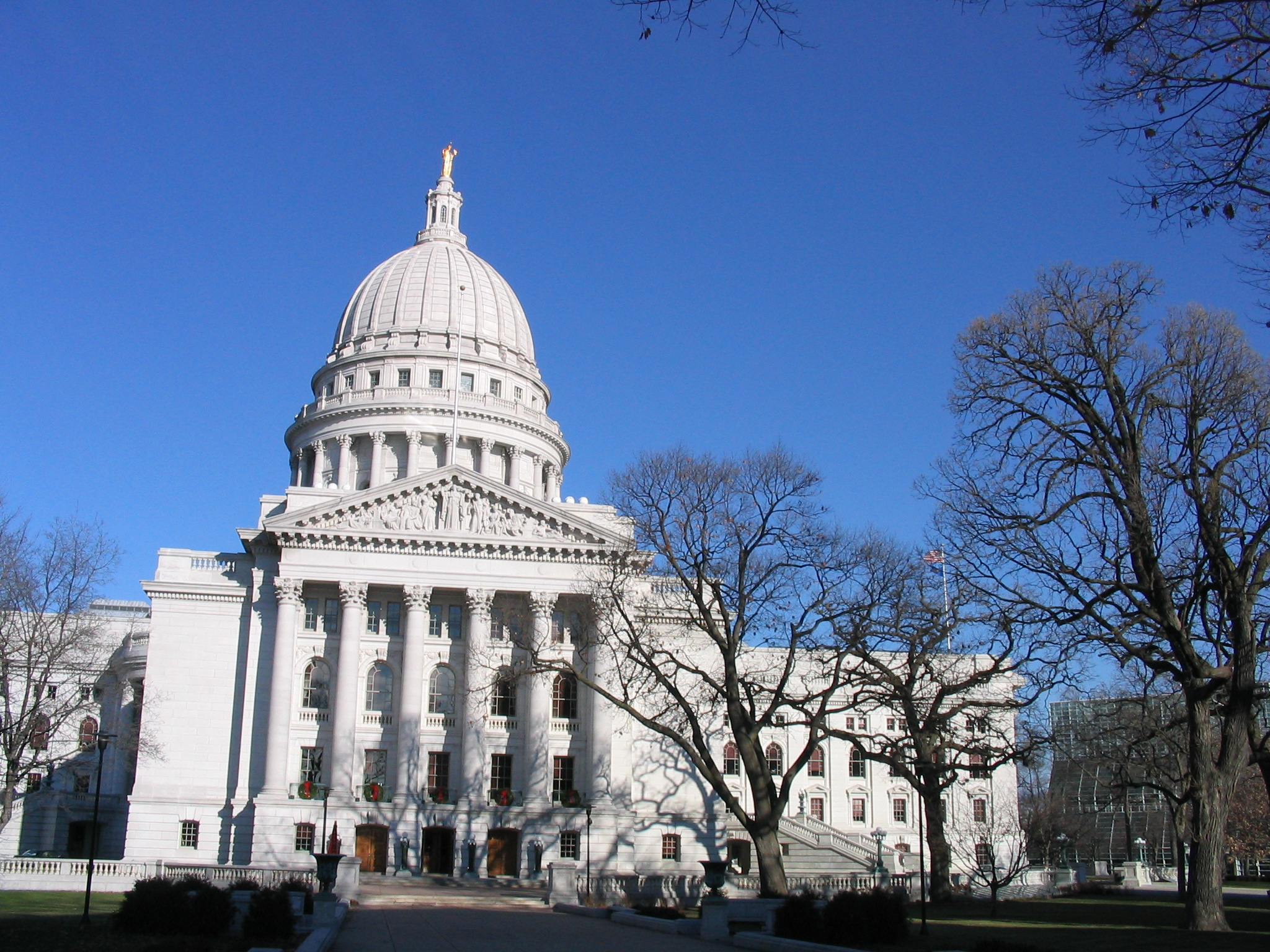
Wisconsin State Capitol

28. listopadu 1836 byl Madison vybrán jako hlavní město oblasti, a to i přesto, že dosud existoval pouze na papíře. Důvodem byla jeho poloha mezi novými a rostoucími městy okolo Milwaukee na východě a starším Prairie du Chien na západě, a také mezi vysoce obydlenou oblastí olověných dolů na jihozápadě a Green Bay (nejstarším městem Wisconsinu) na severovýchodě. Madison byl pojmenován podle jednoho z Otců zakladatelů USA, Jamese Madisona, který roku 1836 zemřel.
Základní kámen wisconsinského kapitolu v Madisonu byl položen roku 1837, zákonodárný sbor se v něm poprvé sešel roku 1838. Když se roku 1848 stal Wisconsin státem, zůstal Madison i nadále jeho hlavním městem. Téhož roku v něm byla založena univerzita (University of Wisconsin-Madison). Na železniční síť byl Madison napojen roku 1856. Roku 1856 byl Madison povýšen na město; tou dobou v něm žilo 6 863 obyvatel. Během Americké občanské války jej armáda Unie používala jako základnu pro Wisconsin. Takzvaný Camp Randall byl využíván jako výcvikový tábor, vojenská nemocnice a jako zajatecký tábor pro vojáky Konfederace. Poté, co válka skončila, byl tábor přičleněn k území univerzity. Roku 1917 byl na jeho místě vybudován stadion Camp Randall.
Ve 20. století pokračoval Madison v růstu a stal se druhým největším městem Wisconsinu. Počet jeho obyvatel vzrostl více než desetinásobně.

## Geografie a klima
Město se nachází uprostřed okresu Dane County ve středním jižním Wisconsinu, 123 km na západ od Milwaukee, 195 km na sever od Chicaga. Zcela obklopuje menší města Madison a Monona, stejně jako vesnice Maple Bluff a Shorewood Hills. Hraničí se svým největším předměstím nazývaným Middleton, dále s městy Sun Prairie, Fitchburg a s vesnicemi McFarland, Verona a Waunakee.

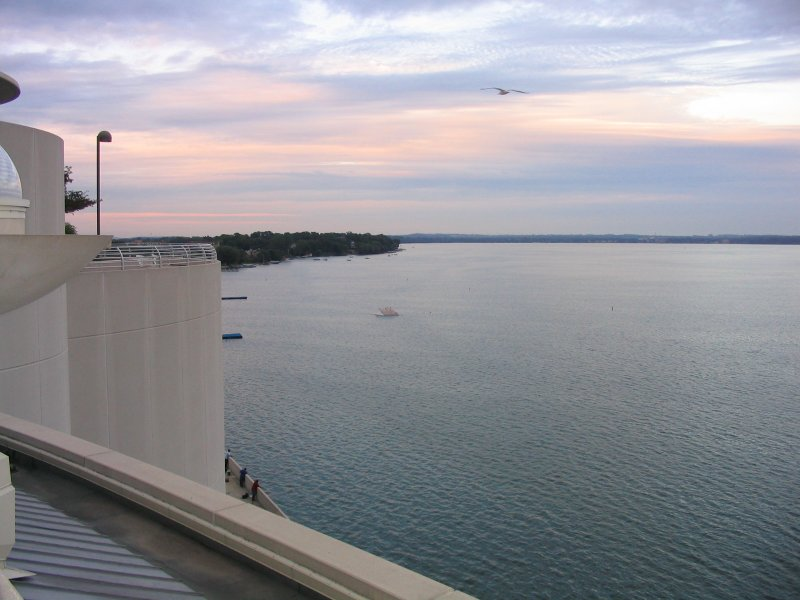
Pohled na jezero Monona

Z celkové plochy města, 219,4 km², tvoří 177,9 km² země a 41,5 km² voda.
Madison je někdy nazýván Městem čtyř jezer, a to díky čtyřem jezerům na řece Yahara: jedná se o jezero Mendota („Čtvrté jezero“), jezero Monona („Třetí jezero“), jezero Waubesa („Druhé jezero“) a jezero Kegonsa („První jezero“). Jezera Mendota a Monona se nacházejí přímo na území Madisonu, jezera Waubesa a Kegonsa nedaleko od něj, v jižním směru. Páté, menší jezero jménem Wingra se rovněž nalézá ve městě, avšak není spojeno s řekou Yahara. Centrum města se nalézá na šíji mezi jezery Mendota a Monona.
Řeka Yahara, protékající Madisonem, je asi 70 km dlouhá a vlévá se do řeky Rock River, a ta následně do Mississippi.
Celý jižní Wisconsin má mírné, vlhké kontinentální podnebí. To je charakterizováno proměnlivým počasím a velkým sezonními teplotními výkyvy – v zimě se teploty nacházejí pod bodem mrazu, se středními, někdy značnými sněhovými srážkami; vysoké teploty v létě často dosahují horních hranic v rozmezí 30–35 °C. Běžnými jsou také vysoké hodnoty vlhkosti vzduchu.

## Demografie

### 2010
Podle sčítání lidu z roku 2010 zde žilo 233 209 obyvatel.

#### Rasové složení
- 78,9% Bílí Američané
- 7,3% Afroameričané
- 0,4% Američtí indiáni
- 7,4% Asijští Američané
- 0,0% Pacifičtí ostrované
- 2,9% Jiná rasa
- 3,1% Dvě nebo více ras

Obyvatelé hispánského nebo latinskoamerického původu, bez ohledu na rasu, tvořili 6,8% populace.

### 2000
| Demografie Wisconsinu a Madisonu                          | Demografie Wisconsinu a Madisonu | Demografie Wisconsinu a Madisonu |
| Wisconsin                                                 | Madison                          | Rasa                             |
| --------------------------------------------------------- | -------------------------------- | -------------------------------- |
| 91%                                                       | 83.96%                           | Bílí Američané                   |
| 6.48%                                                     | 5.84%                            | Afroameričané                    |
| 1.3%                                                      | 0.36%                            | Američtí indiáni                 |
| 2.21%                                                     | 5.80%                            | Asijští Američané                |
| 0.09%                                                     | 0.04%                            | Pacifičtí ostrované              |
| N/A                                                       | 1.67%                            | Jiná rasa                        |
| N/A                                                       | 2.32%                            | Dvě nebo více ras                |
| N/A                                                       | 4.09%                            | Hispánci a Latinos               |
| Poznámka: Hispánci mohou zároveň patřit k jakékoliv rase. |                                  |                                  |

Podle sčítání lidu v roce 2000 měl Madison 208 504 obyvatel, 89 019 domácností a 42 462 rodin. Hustota zalidnění byla 1169 obyvatel na km². Ve městě se nacházelo 92 394 bytových jednotek, průměrně tedy 519,5 bytových jednotek na km².
Z 89 019 domácností bylo 22,1% takových, v nichž žilo alespoň jedno dítě mladší 18 let, 37% tvořily manželské páry, 7,8% obývala žena bez manžela a 52,3% nebylo rodinného typu. 35,3% všech domácností bylo tvořeno jednotlivci a v 7,1% žil osamoceně člověk ve věku 65 let nebo starší. Průměrná domácnost byla tvořena 2,19 osobami a průměrná rodina byla tvořena 2,87 osobami.
Obyvatelstvo města bylo tvořeno ze 17,9% osobami ve věku pod 18 let, z 21,4% osobami ve věku od 18 do 24 let, z 32,2% osobami ve věku od 25 do 44 let, z 19,3% osobami od 45 do 64 let a z 9,2% osobami ve věku 65 let nebo staršími. Věkový medián měl hodnotu 31 let. Na každých 100 žen žilo ve městě 96,6 mužů. Na každých 100 žen ve věku 18 let a vyšším žilo ve městě 95 mužů.
Příjmový medián na jednu domácnost ve městě měl hodnotu 41,941 USD, příjmový medián rodiny byl na hodnotě 59,840 USD. Muži měli příjmový medián v hodnotě 36,718 USD, naproti tomu ženy 30,551 USD. Důchod na hlavu byl ve městě 23,498 USD. Okolo 5,8% rodin a 15% obyvatel žilo pod hranicí chudoby, včetně 11,4% z těch, kteří byli mladší 18 let, a 4,5% z těch, kteří byli ve věku 65 let nebo starší.
V městské aglomeraci Madisonu v roce 2003 žilo 526 742 lidí, což ji činilo druhou největší ve státě, hned po Milwaukee. Rovněž v okrese Dane County roste počet obyvatel nejrychleji v celém Wisconsinu. Za každé desetiletí přibývá přibližně 60 000 lidí.

## Osobnosti města
- Thornton Wilder (1897–1975), americký spisovatel a dramatik, trojnásobný nositel Pulitzerovy ceny[2]
- John Bardeen (1908–1991), americký fyzik a elektrotechnik, dvojnásobný držitel Nobelovy ceny z let 1956 a 1972[3]
- Russell Hellickson (* 1950), bývalý americký zápasník, volnostylař[4]
- Chris Noth (* 1954), americký herec[5]
- Peter Mueller (* 1954), americký rychlobruslařský trenér a bývalý rychlobruslař[6]
- Eric Heiden (* 1958), bývalý americký rychlobruslař a cyklista[7]
- Beth Heidenová (* 1959), bývalá americká rychlobruslařka a cyklistka[8]
- Bradley Whitford (* 1959), herec a scenárista
- Chris Farley (1964–1997), americký herec a komik[9]
- Sarah Docterová (* 1964), bývalá americká rychlobruslařka[10]
- Stacey Abramsová (* 1973), americká politička, spisovatelka a aktivistka[11]
- Adam Burish (* 1983), bývalý americký lední hokejista[12]
- Phil Kessel (* 1987), americký lední hokejista, trojnásobný držitel Stanley Cupu[13]

## Partnerská města
Madison má následující partnerská města:
- Arcatao, Salvador (1986)
- Bahir Dar, Etiopie (2019)
- Camagüey, Kuba (1994)
- Freiburg im Breisgau, Německo (1988)
- Kanifing, Gambie (2016)
- Mantova, Itálie (2001)
- Obihiro, Japonsko (2003)
- Tepatitlán, Mexiko (2012)
- Vilnius, Litva (1988)